# Art nouveau à Palerme

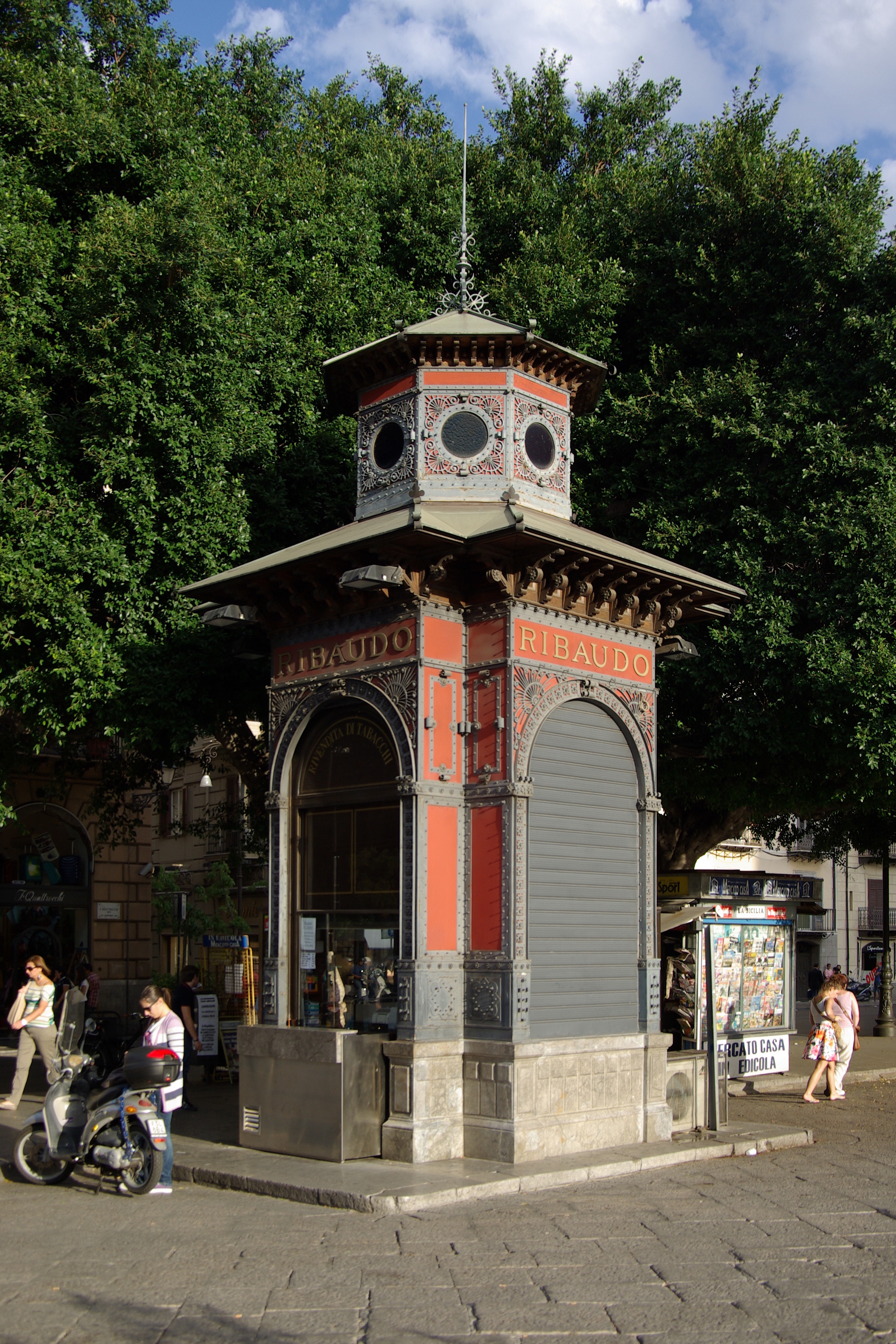
Le kiosque Ribaudo, piazza Verdi, est l'un des premiers témoignages de l'art nouveau à Palerme.

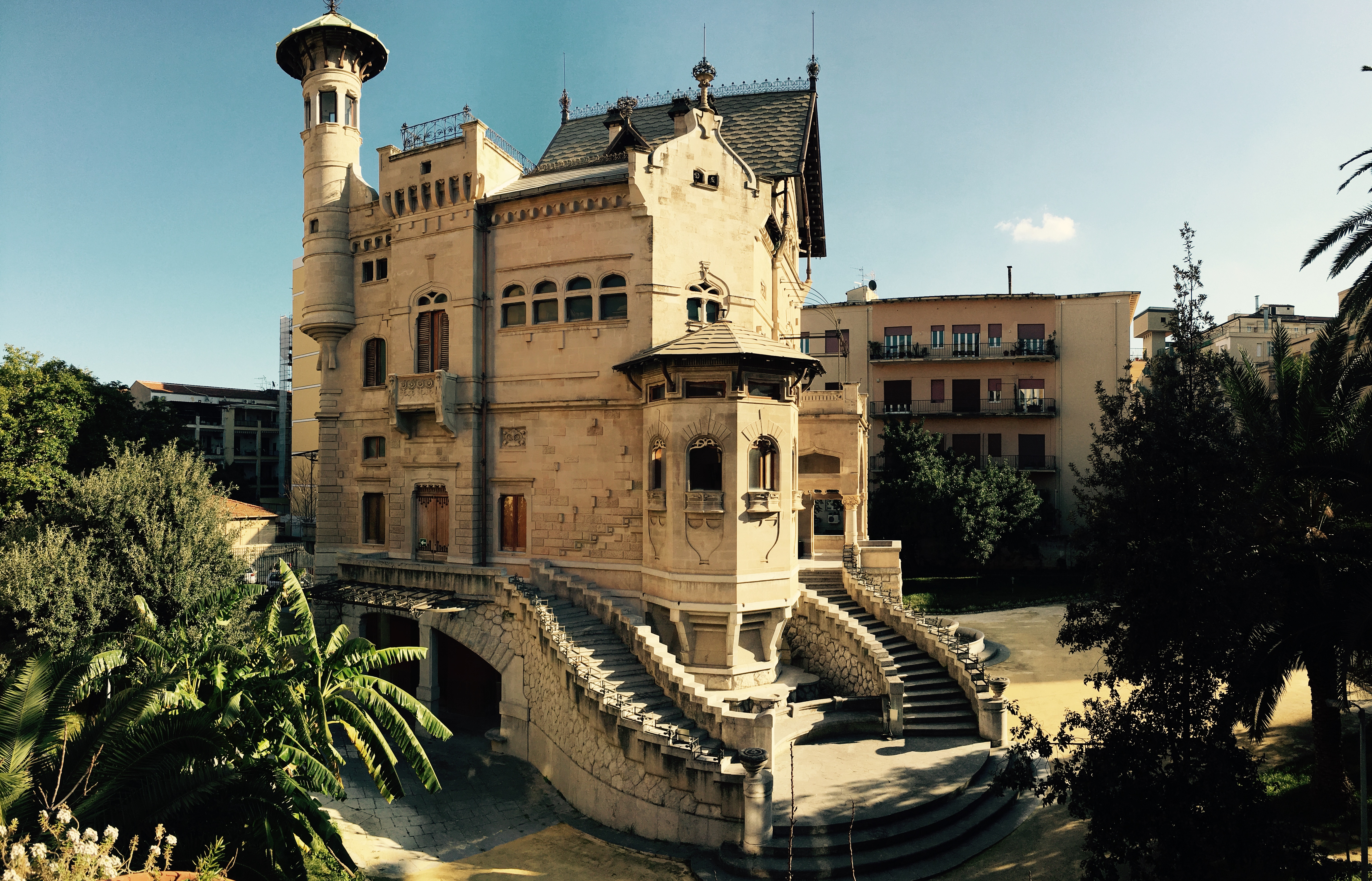
Le villino Florio, construite par Ernesto Basile pour la famille Florio est un symbole de l'architecture Liberty à Palerme.

L'art nouveau à Palerme, également connu sous le nom de style Liberty en Italie, a connu un essor significatif à la fin du XIXe et au début du XXe siècle. Cette période artistique et architecturale a profondément marqué le paysage urbain de la capitale sicilienne.

## Historique
L'émergence de l'art nouveau à Palerme est antérieure à son développement à Milan et Turin, les deux autres grandes capitales du style liberty, dont le nom provient de l'enseigne londonienne Liberty & Co. d'Arthur Lasenby Liberty. L'introduction de ce courant qui prône d'une « unité des arts » est moins due aux influences étrangères que dans les villes de l'Italie du Nord, et est portée principalement par l'architecte et designer Ernesto Basile et l'ébéniste Vittorio Ducrot qui renouvellent non seulement l'architecture, mais aussi l'ébénisterie, la métallurgie, la céramique, la mosaïque, la verrerie et, la mode.
Ernesto Basile développe « un mélange savant et inspiré de citations du répertoire artistique médiéval et moderne, un purisme géométrique dans la conception planimétrique, des volumes au développement imprévisible et des fantaisies décoratives ».
En 1894, Ernesto Basile réalise le kiosque Ribaudo sur la place Verdi. Il s'ancre dans un large courant européen de renouveau artistique, inspiré des théories du britannique Williams Morris et du mouvement Arts and Crafts, mais aussi des apports de l'architecte Henry van de Velde.
L'essor économique et démographique de Palerme pousse à investir de nouveaux espaces à l'extérieur du centre historique, ce qui se concrétise par la mise en œuvre d'un plan directeur d'urbanisme, conçu par l'ingénieur Felice Giarrusso en 1885. De nouvelles voies sont ouvertes, dont la via Roma (sur laquelle sont érigés le siège de la Cassa Centrale di Risparmio et le Palazzo delle Assicurazzioni Generali Venezia, le Teatro Biondo et le Palazzo Ammirata) et la via della Libertà, près de laquelle s'installe en 1891 l'Exposition nationale dans l'« ex-firriato di Villafranca », grand domaine appartenant à Giuseppe Alliata e Colonna, prince de Villafranca, et loti ensuite par avec des immeubles de rapport, des villas et des palais bourgeois. Pour la quatrième Exposition nationale italienne, Ernesto Basile élève sur la nouvelle Via dell'Esposizione, aujourd'hui Via Dante, de grands pavillons temporaires de style normand-sicilien.
L'adoption de l'Art nouveau se fait en particulier par la bourgeoisie industrielle et commerçante à Palerme qui commandent des édifices et des œuvres qui démontrent leur richesse et leur modernité, à l'image de la famille Florio, qui charge Basile et Ducrot de la construction et l'aménagement de plusieurs de leurs demeures, mais aussi René Lalique de dessiner le logo de la course automobile créé par Vincenzo Florio, la Targa Florio.

## Figures principales
Outre Ernesto Basile, chef de file du liberty palermitain et architecte sicilien le plus connu de cette époque, l'art nouveau à Palerme est l'œuvre de nombreux architectes : 
- Vincenzo Alagna (Palerme, 1866-1931) : Palais Dato, 1903 ;
- Ernesto Armò (Palerme, 1867-1924) : Palais Cirincione, via Villareale, 1908 ; Palais et cinéma Utveggio, piazza Verdi, 1914 ;
- Salvatore Caronia Roberti (Palerme, 1887–1971) : cinéma Excelsior, via Stabile, 1914 ;
- Vittorio Ducrot
- Salvatore Mazzarella
- Francesco Paolo Rivas (Palerme, 1854-1918) : Palais Ammirata, via Roma, 1908-1911
- Filippo La Porta (Villa Virginia Caruso, via Dante, 1908) ;
- G.B. Santangelo (Palais et le cinéma Massimo, piazza Verdi, 1921).

## Bâtiments emblématiques
- Bâtiments publics

'"`UNIQ--templatestyles-00000000-QINU`"'  - 1Teatro Massimo Vittorio Emanuele
  - 2Kursaal Biondo
  - 3Cassa di Risparmio VE
- Immeubles et villas

'"`UNIQ--templatestyles-00000000-QINU`"'  - 1Villino Florio
  - 2Villa Igiea

Plusieurs édifices témoignent de l'essor de l'art nouveau à Palerme :
- Le Teatro Massimo Vittorio Emanuele, conçu par Giovanni Battista Filippo Basile et achevé par son fils Ernesto ;
- Le Villino Florio d'Ernesto Basile (1899) ;
- La Villa Igiea, sanatorium transformé en hôtel de luxe par Basile pour les Florio, avec la participation de Ducrot et du peintre Ettore De Maria Bergler (1899) ;
- Le Palazzo Utveggio (1899)
- Le Palazzo Dato (1893-1903).
- Les kiosques Vicari et Ribaudo de la Piazza Verdi (1894-1897) et de la Piazza Castelnuovo (1916)
- La Villa Ida, résidence familiale de Basile à Mondello (1903) ;
- La villa du baron turinois Fassini sur la Piazza A. Gentili (1903),
- La Villa Deliella alle Croci (1905-1909), conçue par Basile, détruite en novembre 1959
- La Villa Favaloro, Piazza Virgilio, commencée par Giovanni Battista Filippo Basile et achevé par son fils
- Le Grand Hotel et des Palmes, résidence bourgeoise transformée en hôtel de luxe ;
- Le Palazzo delle Assicurazioni Generali (1913)
- La Cassa di Risparmio VE (1909-1912)
- Le Kursaal Biondo (1914)
- La Villa Chiaramonte Bordonaro alle Croci
- La façade du Palazzo Francavilla (1893)

## Impact et héritage
L'essor de l'art nouveau a transformé Palerme en une destination prisée de la haute société européenne. Ce mouvement artistique a contribué à façonner l'identité architecturale unique de la ville, mêlant innovation et tradition sicilienne.
Mais de nombreuses villas liberty ont été détruites lors du sac de Palerme après la Seconde Guerre mondiale, dont les villini Fassini et Ugo. Dans les années 2010, l'intérêt pour la valorisation de ce style renait, à travers la restauration du Villino Favaloro, puis du Villino Florio et la proposition de reconstruction de la Villa Deliella, détruite un demi-siècle plus tôt.
Une exposition à Palerme est consacrée en 1973, l'exposition Palermo 1900 en 1981 ont mis en lumière l'importance et les spécificités de ce mouvement dans la capitale sicilienne.